# Casciavola
Casciavola (Cassiaula o Casciaula in latino) è una località del comune italiano di Cascina, nella provincia di Pisa, in Toscana.
Dista 5,2 km dal capoluogo comunale e si stende di fronte alle frazioni di Navacchio e San Prospero, nella zona settentrionale della Strada statale 67 Tosco Romagnola, tra questa e la riva sinistra dell'Arno.

## Storia
L'origine del borgo è probabilmente romana: Cassiaula (da Cassii Aula o forse Cassiani aula).
II borgo sorse vicino alla pieve di San Casciano, nei pressi di un'ansa dell'Arno, da cui l'antica denominazione di Arquata o Arno morto.
Come Valla Cassianula la località è nominata in una pergamena del 12 aprile 970 nella quale Alberico vescovo di Pisa dispone tra varie pievi, anche di Casciavola per cederla in enfiteusi.
La frazione ebbe un notevole sviluppo urbanistico nella seconda metà del XX secolo. Nel 1883 vi fu fondata la prima cooperativa di consumo del Comune di Cascina. Nel 1908 in occasione del 25º anniversario della fondazione fu posta una lapide, ancora oggi esistente presso la sede: un autorevole edificio del primo Novecento.

## Monumenti e luoghi d'interesse
Di sensibile interesse la chiesa del XIX secolo, intitolata a San Michele Arcangelo. L'edificio è fiancheggiato da un campanile ben visibile per tutta la pianura oltre che per l'altezza per la particolare architettura; dopo la ricostruzione alcuni difetti strutturali impediscono il suono delle campane a slancio (comunque suonate da elettro battenti interni), a causa delle eccessive vibrazioni provocate dallo stesso.